# Pentheria simplex
Pentheria simplex är en tvåvingeart som beskrevs av Lyneborg 1972. Pentheria simplex ingår i släktet Pentheria och familjen stilettflugor. Inga underarter finns listade i Catalogue of Life.